# Astieridiscus
Astieridiscus – rodzaj głowonogów z podgromady amonitów.
Żył w okresie kredy (barrem).